# Romsdalen
Romsdalen (Nederlands: het Romsdal) is een langgerekt dal, eigenlijk het dal van de rivier de Rauma. Het is een nauw dal tussen hoge, alpiene bergruggen die zich uitstrekken van de Åndalsnes (gemeente Rauma) aan de monding in de provincie Møre og Romsdal tot aan het het meer Lesjaskogsvatnet in de gemeente Lesja (provincie Oppland).